# Hyperolius thomensis
Hyperolius thomensis là một loài ếch thuộc họ Hyperoliidae.
Đây là loài đặc hữu của São Tomé và Príncipe.
Môi trường sống tự nhiên của chúng là rừng ẩm vùng đất thấp nhiệt đới hoặc cận nhiệt đới và vùng núi ẩm nhiệt đới hoặc cận nhiệt đới.
Chúng hiện đang bị đe dọa vì mất môi trường sống.